# ЖОРК Јагодина
Женски омладински рукометни клуб Јагодина је рукометни клуб који се такмичи у Суперлиги Србије.

## Трофеји
- Суперлига Србије: 2018, 2019, 2020, 2021, 2023.
- Куп Србије: 1993, 2014, 2020.
- Суперкуп Србије: 2020.
- Свесрпски куп: 2021.[2]